# Патрик Климала
Патрик Климала (пол. Patryk Klimala; нар. 5 серпня 1998, Свідниця, Польща) — польський футболіст, нападник клубу «Шльонськ».

## Клубна кар'єра
Народився в місті Свідниця. Перші кроки у футболі розпочав робити в клубі «З'єдночени» (Жаров), потім — виступав у «Лехія» (Джерджоньов). У 2014 році перейшов до молодіжної команди варшавської «Легії». Проте пробитися до першої команди юному таланту не вдалося. З 2015 по 2016 роки на правах оренди виступав у своєму колишньому клубі, «Лехії» (Джерджоньов). 
У 2016 році перейшов до клубу Екстракляси «Ягеллонія» (Білосток). Дебютував у білостоцькій команді 25 вересня 2016 року в переможному (2:1) виїзному поєдинку 10-го туру Екстракляси проти «Корони» (Кельце). Мартін вийшов на поле на 90+2-й хвилині, замінивши Пшемислава Франковського. Проте й у «Ягеллонії» пробитися до основного складу не зумів. 
З 2017 року на правах оренди захищає кольори клубу «Вігри» (Сувалки). 
14 січня 2020 року Патрик Климала уклав угоду з шотландським «Селтіком».

## Кар'єра в збірній
У 2016 році провів 2 поєдинки в футболці юнацької збірної Польщі U-19.

## Досягнення
- Чемпіон Польщі (1):

«Ягеллонія»: 2016/17
- Чемпіон Шотландії (1):

«Селтік»: 2019–20
- Володар Кубка Шотландії (1):

«Селтік»: 2019–20